# Konsulat Generalny Rzeczypospolitej Polskiej w Warnie
Konsulat Generalny Rzeczypospolitej Polskiej w Warnie (bułg. Генералното консулство на Полша във Варна) – polska misja konsularna w Bułgarii istniejąca do 2008.
W warneńskim Szkolnym Punkcie Konsultacyjnym okazjonalnie odbywają się dyżury konsularne.

## Kierownicy placówki
- 1974–1976 – Kazimierz Nowakowski
- 1976–1981 – Seweryn Bidziński
- 1981–1983 – Władysław Juszkiewicz
- 1985–1989 – Wacław Barszczewski
- ok. 1991–1992 – Jerzy Mąkosa[12]
- 1994–1998 – Zenon Mikołajczyk
- 1998–2003 – Krzysztof Krajewski
- 2004–2006 – Wiesław Nowicki
- 2006–2008 – Monika Zuchniak-Pazdan